# Fasciospongia benoiti
Fasciospongia benoiti är en svampdjursart som beskrevs av Thomas 1979. Fasciospongia benoiti ingår i släktet Fasciospongia och familjen Thorectidae.
Artens utbredningsområde är havet utanför Moçambique. Inga underarter finns listade i Catalogue of Life.